# ميرتشا الثاني حاكم الأفلاق
ميرتشا الثاني (1428م-1447م) (بالإنجليزية: Mircea II of Wallachia)، «ڤويڤود» (حاكم) إمارة الأفلاق (بالإنجليزية: Wallachia)(بالرومانية: Țara Românească) عام 1442م في غياب والده. هو الابن الأكبر «لڤلاد الثاني دراكول» (بالإنجليزية: Vlad II Dracul)(بالرومانية: Vlad al II-lea) حاكم الأفلاق من 1436م-1442م ثم من 1443م-1447م، وهو أيضاً شقيق «ڤلاد الثالث المخوزِق» و«رادو الثالث الوسيم»، وجده هو ميرتشا الأول (ميرتشا العظيم) أهم حاكم لإمارة «الأفلاق» في العصور الوسطى.

## مقدمة
في عام 1436م، نجح «ڤلاد الثاني دراكول» والد «ميرتشا الثاني» في استعادة عرش الأفلاق بمعاونة العثمانيين بعد وفاة أخيه غير الشقيق «اسكندر الأول ألديا» (Alexandru I Aldea). ذهب «يوحنا هونيادي» إلى الأفلاق عام 1441م ليقنع «ڤويڤودها» (حاكمها) «ڤلاد الثاني دراكول» الذي كان موالياً للعثمانيين بأن ينضم إلى التحالف الذي كان يجمعه لبدء حملة ڤارنا الصليبية ضد العثمانيين.
بعد أن هزم هونيادي الجيش العثماني في ترانسيلفانيا، استدعى السلطان العثماني مراد الثاني «ڤلاد الثاني دراكول» إلى أدرنة عاصمة العثمانيين في مارس 1442م،  وقبل أن يغادر «ڤلاد الثاني دراكول» الأفلاق، عين ابنه «ميرتشا الثاني» لحكم الأفلاق أثناء غيابه.  قام «يوحنا هونياد» بغزو الأفلاق ونصّبَ «باساراب الثاني» (Basarab II) أخو «ڤلاد الثاني دراكول» ڤويڤوداً (حاكماً) على الأفلاق. اتهم السلطان مراد الثاني «ڤلاد الثاني دراكول» بالخيانة وأمر بسجنه ثم أطلق سراحه قبل نهاية العام بعدما اتفقا على معاهدة جديدة يدفع بموجبها جزية سنوية للعثمانيين بالإضافة إلى إرسال أبناء الأفلاقيين كل عام للتدريب للخدمة في الجيش العثماني. ترك «ڤلاد الثاني دراكول» ابنيه الإثنين رهينتين عند السلطان ليُظهر له ولاءه وقام السلطان بمعاونته حتى استرد عرشه على الأفلاق ولكن لم يقتلوا «باساراب الثاني»،  وكان السلطان قد أرسل قوات قوامها 12,000 جندي لفتح الأفلاق.   لاحقاً، قام «ڤلاد الثالث دراكول المخوزق» أحد ابني «ڤلاد الثاني دراكول» بدفن «باساراب الثاني» حيّاً عندما تولي الحكم لثاني مرة. يُذكر أن «ڤلاد الثالث دراكول المخوزق» هو الشخصية التي استلهم منها الكاتب الروائي برام ستوكر شخصية «دراكولا» مصاص الدماء في روايته عام 1897م، نظراً لتفننه في القتل بالتعذيب مثل الدفن حياً والقتل على الخازوق.

## الحكم
حكم «ميرتشا الثاني» في غياب والده ابتداءً من عام 1442م عندما كان والده بعيدا في البلاط العثماني، وبسبب موقف والده بتحالفه مع الإمبراطورية العثمانية فقد جعل ذلك «ميرتشا الثاني» عدوًا ليوحنا هونيادي الذي شن هجومًا على الأفلاق عام 1443م هزم فيه كل من القوات العثمانية والموالين «لڤلاد الثاني دراكول»، مما أجبر الأخير على التفاوض مع البلاط العثماني للحصول على الدعم، بينما فر ابنه «ميرتشا الثاني» واختبأ. ولكن مع ذلك ظل «لميرتشا الثاني» أتباع أقوياء واحتفظ بجيش قوي خلال هذه الفترة.
نصّب هونيادي «باساراب الثاني» (Basarab II) على العرش، ولكن «ڤلاد الثاني دراكول» استعاد العرش بعد ذلك بوقت قصير بدعم من العثمانيين. كان «ميرتشا الثاني» يدعم والده ولكنه لم يكن يدعم موقفه من الوقوف مع العثمانيين.
في 10 أكتوبر 1444م، وصل «ڤلاد الثاني دراكول» بالقرب من نيكوبوليس وحاول ثني ڤلاديسلاڤ الثالث ملك بولندا والمجر عن مواصلة حملة ڤارنا الصليبية.  يخبر المؤرخ البولندي «كالّيماتشوس» (Callimachus) أن قادة الحملة الصليبية لم يستمعوا له، لذا عاد «ڤلاد الثاني دراكول» إلى الأفلاق بعد أن ترك ابنه ميرتشا الثاني على قيادة وحدة مساعدة مكونة من 4000 من سلاح الفرسان الأفلاقيين. شاركت تلك الوحدة في معركة ڤارنا في 10 نوفمبر 1444م، ثم بعد الهزيمة الثقيلة، قاد ميرتشا الثاني ما تبقى من وحدته والقوات المسيحية عبر نهر الدانوب.
كان «ميرتشا الثاني» قائداً عسكرياً قديراً، فقد استعاد بنجاح قلعة جيورجيو عام 1445م. إلا أن في معاهدة أخرى مع العثمانيين، سمح والده «ڤلاد الثاني دراكول» للعثمانيين مرة أخرى بالسيطرة على القلعة في محاولة للحفاظ على دعمهم على العرش، وفي محاولة للحفاظ على ابنيه الرهينتين عند العثمانيين.

## وفاته
في عام 1447م، شن يوحنا هونيادي هجومًا جديدًا على الأفلاق مرة أخرى وهزم الجيوش التي تدعم «ڤلاد الثاني دراكول» و«ميرتشا الثاني»، مما أجبر «ڤلاد الثاني دراكول» على الفرار.
قام بويار (نبلاء) مدينة ترجوفيشت بأسر ميرتشا الثاني، وسملوا (فقأوا) عيناه بقضيب معدني ملتهب إلى درجة الإحمرار حتى أُصيب بالعمى، ثم دفنوا حياً.
تم القبض بعدها على والده وتم قتله أيضاً بعد ذلك بوقت قصير.
بعد وفاتهما، نُصّب أخوه «ڤلاد الثالث دراكولا المخوزق» على العرش من قبل العثمانيين، ولكن سرعان ما تم إجباره على ترك العرش. استعاد «ڤلاد الثالث» العرش عام 1456م وقاتل بنجاح ضد العثمانيين لعدة سنوات بعد ذلك، بدأ فيها عهده بالإرهاب والوحشية التي أصبح معروفًا بها، والذي جعله مصدر إلهام لرواية دراكولا للروائي برام ستوكر.
قام «ڤلاد الثالث دراكولا المخوزق» بالانتقام من البويار الذين حمّلهم مسؤولية مقتل والده وشقيقه.

## روابط خارجية
- ڤلاد المُخوِزِق.
- الجدول الزمني لحكام الأفلاق.